# 48.ª Divisão (Japão)
A 48ª Divisão foi uma divisão de infantaria do Império do Japão que serviu durante a Segunda Guerra Mundial. A divisão foi formada no dia 30 de novembro de 1940 em Kumamoto, sendo desmobilizada no mês de setembro de 1945 com o fim da guerra.

## Comandantes
| Comandante                     | Data                                            |
| ------------------------------ | ----------------------------------------------- |
| Lt. General Hiroshi Nakagawa   | 2 de dezembro de 1940 - 15 de setembro de 1941  |
| Lt. General Yuichi Tsuchihashi | 15 de setembro de 1941 - 22 de novembro de 1944 |
| Lt. General Kunitaro Yamada    | 22 de novembro de 1944 - 30 de setembro de 1945 |

## Subordinação
- Exército de Campo China - 6 de dezembro de 1940
- 23º Exército - 5 de julho de 1941
- Exército Taiwan - 12 de agosto de 1941
- 14º Exército - 6 de novembro de 1941
- 16º Exército - fevereiro de 1942
- 19º Exército - janeiro de 1943
- 16º Exército - março de 1945

## Ordem da Batalha
- 48. Grupo de Infantaria (desmobilizada no dia 12 de maio de 1944)
- 1. Taiwan Regimento de Infantaria
- 2. Taiwan Regimento de Infantaria
- 3. Taiwan Regimento de Infantaria
- 48. Regimento de Reconhecimento
- 48. Regimento de Artilharia de Montanha
- 48. Regimento de Engenharia
- 48. Regimento de Transporte
- Unidade de comunicação